# 阿克塞蒿
阿克塞蒿（学名：Artemisia aksaiensis）是菊科艾蒿属的植物，为中国的特有植物。分布于中国大陆的甘肃等地，生长于海拔3,100米至3,800米的地区，常生长在坡地上，目前尚未由人工引种栽培。